# Marilyn Scott (jazzzangeres)
Marilyn Scott (Alta Dena (Californië), 21 december 1949) is een Amerikaanse jazzzangeres.

## Biografie
Scott zong al als 15-jarige scholiere met plaatselijke bands. Ze bezocht een college in San Francisco en trad op in de regio met latinjazz-bands. Daarbij werd ze ontdekt door Emilio Castillo, die haar als leidster van de zanggroep in zijn band Tower of Power haalde. Daarna werkte ze in Los Angeles als studiomuzikante met muzikanten en bands als Spyro Gyra, de Yellowjackets, Hiroshima, Etta James en Bobby Womack. Verder trad ze op in de musical Selma.
Scotts eerste opname onder haar eigen naam was een singleversie van Brian Wilsons God Only Knows, waarmee ze zich plaatste in de Billboard Hot 100. Daarna volgde haar eerste album Dreams of Tomorrow. Naast verdere albums nam ze ook soundtracks op voor films als Torch Song Trilogy en Twins en componeerde ze o.a. voor George Duke, Brenda Russell, Russell Ferrante, Jimmy Haslip, Terri Lyne Carrington en Bobby Caldwell.

## Discografie
- 1979: Dreams of Tomorrow met Chip Benson, Dan Ferguson, Russell Ferrante, Ray MacCarty, Mark D. Sanders, Pepper Watkins, Chuck Wike, Tweedy Woodard
- 1991: Without Warning met Dean Cortez, Jimmy Haslip, Michael Sembello, Nathan East, Robben Ford, Paulinho da Costa, Ian Underwood
- 1992: Smile met Vinnie Colaiuta, Paulinho da Costa, Russell Ferrante, Walt Fowler, Jim Gilstrap, Donald Griffin, James Hara, Jimmy Haslip, Bunny Hull, William Kennedy, Jim Marentic, Mary Ann Mattiello, Tollak Ollestad, Petsye Powell, Brenda Russell, Leslie Smith, Tom Snow, Steve Tavlione, Larry Williams
- 1995: Take Me with You met Ray Bardani, Boney James, Sharon Bryant, Dori Caymmi, Michael Colina, Paulinho da Costa, George Duke, Russell Ferrante, Ray Fuller, Jim Gilstrap, Everette Harp, Jimmy Haslip, Bob James, William Kennedy, Michael Landau, Nick Moroch, Ralph Rickert, John Robinson, Brenda Russell, Joe Sample, Ricardo Silveira, Claudio Slon, Carol Steele, Steve Tavlione, Freddie Washington
- 1998: Avenues of Love met Steve Allen, Paulinho da Costa, George Duke, Russell Ferrante, Brandon Fields, Walt Fowler, Ray Fuller, Jim Gilstrap, Jimmy Haslip, Joe Heredia, Paul Jackson Jr., William Kennedy, Michael Landau, Maxayn Lewis, Mike Miller, Bob Mintzer, Rafael Padilla, Ralph Rickert, Michael Ruff, Freddie Washington
- 2001: Walking With Strangers met Katisse Buckingham, Terri Lyne Carrington, Vinnie Colaiuta, George Duke, Russell Ferrante, Ray Fuller, James Hara, Jimmy Haslip, Joe Heredia, Frank McComb, Renato Neto, Patrice Rushen, Ricardo Silveira, Ramon Stagnaro, Joe Vannelli, Michael White
- 2004: Nightcap met Rick Baptist, Brian Bromberg, Lenny Castro, Dori Caymmi, Vinnie Colaiuta, George Duke, Brandon Fields, Ray Fuller, Dan Higgins, Dean Parks
- 2005: I'm in Love Once Again
- 2005: Handpicked met Katisse Buckingham, Terri Lyne Carrington, Vinnie Colaiuta, George Duke, Russell Ferrante, Brandon Fields, Ray Fuller, James Hara, Everette Harp, Jimmy Haslip, William Kennedy, Michael Landau, Jim Marentic, Bob Mintzer, Renato Neto, Rafael Padilla, Patrice Rushen, Ricardo Silveira
- 2006: Innocent of Nothing met John Beasley, Brian Bromberg, Lenny Castro, Vinnie Colaiuta, George Duke, Russell Ferrante, Ray Fuller, Jimmy Haslip, Renato Neto, Patrice Rushen, Steve Tavaglione
- 2017: Standard Blue (Prana Entertainment)

- Bibsys: 8016788
- International Standard Name Identifier: 0000 0000 2933 2763
- Library of Congress Control Number: n91034242
- MusicBrainz: cfef6952-0f47-4e7d-8980-79a121515795
- Virtual International Authority File: 55787852
- WorldCat: E39PBJqFJxB8qfX4M7mFBWHBfq